# SMH Group Stadium
Le SMH Group Stadium est un stade de 10 504 places situé à Chesterfield.
Construit en 2010, il accueille les rencontres à domicile du Chesterfield Football Club depuis le début de la saison 2010-2011 en remplacement du Saltergate Recreation Ground 

## Évènements
- L'inauguration officielle a eu lieu le 24 juillet 2010 lors d'une rencontre amicale entre Chesterfield FC et Derby County (4-5)[2].
- La plus grande affluence (10.089 spectateurs) de l'histoire du stade a été enregistrée le 18 mars 2011 face à Rotherham United (5-0)[3].
- Le 8 février 2011, le stade a accueilli sa première rencontre internationale : un match amical entre l'Angleterre U19 et l'Allemagne U19, remporté par l'Allemagne (0-1)[4].
- Le 10 septembre 2012, l'équipe d'Angleterre U23 s'est produite au SMH Group Stadium dans le cadre d'une rencontre de qualification pour l'Euro 2013 face à la Norvège U23 (1-0)[5].